# فلوروگلوسینول
فلوروگلوسینول(به انگلیسی: Phloroglucinol) یک ترکیب آلی با فرمول شیمیایی C6H3(OH)3 است. این ماده به صورت جامد بی رنگ بوده و در سنتز مواد دارویی و مواد منفجره استفاده می شود. 